# Willie Kemp
Willie Devale Kemp (ur. 1 stycznia 1987 w Bolivar) – amerykański koszykarz, obrońca, aktualnie zawodnik APOEL-u.

## Osiągnięcia
NCAA
- Finalista NCAA (2008)[1]
- Uczestnik rozgrywek NCAA:
  - Elite Eight (2007)[2]
  - Sweet Sixteen (2009)[2]

Pro
- Mistrz:
  - Łotwy (2014)
  - Tunezji (2012)
- Zdobywca Pucharu Tunezji (2012)
- Uczestnik rozgrywek:
  - Ligi Bałtyckiej (2013/14)[3]
  - EuroChallenge (2013/14)[3]